# Російсько-черкеська війна
Російсько-черкеська війна (1763-1864) — військовий конфлікт між Черкесією і Російською імперією, що тривав майже 101 рік, який привів до геноциду черкесів, в ході якого було вбито або ж насильно переселено в Османську імперію близько 95-97% всіх етнічних черкесів, та анексії країни і втратою державності як такої.
Цілями війни була повна анексія Черкесії для виходу до Чорного моря, наявність сухопутного коридору до православних картвельских князівств, припинення набігів на Російську територію, а також посилення Росії щодо Османської імперії.

## Перебіг подій
Початком війни офіційно вважають 1763 рік - з початку незаконного заснування фортеці Моздок на території Кабарди, проте серед деяких дослідників і вчених присутня думка, що військові дії почалися ще раніше. Російська офіційна версія полягає в тому, що початком є 1817 рік - зведення Єрмоловим укріплення Преградний стан на річці Сунжі, а Російсько-Черкеську війну Російська держава вважає невід'ємною частиною історії Кавказькоі війни, незважаючи на те, що військові дії з черкесами велися ще до початку збройного конфлікту з Північно-Кавказьким імаматом.
В січні 1764 року кілька кабардинських шляхтичів, включаючи Мисоста Баматова, зустрілись з представником російського коменданта Кизляра Потапова і зажадали знести фортецю Моздок, у разі відмови російського уряду кабардинські князі погрожували шукати союзу з кримським ханом проти Росії, але Російська імперія відмовила цю пропозицію.

## Передумови
Ще при Петрі I Російська імперія мала свої претензії щодо Кавказу, так був здійснений Перський похід Петра І, в ході якого був частково окупований Північно-Кавказький імамат та Закавказзя. Цілями походу було прокласти торговий шлях для російських купців, та приєднати Вірменію до складу Росії